# Friseur

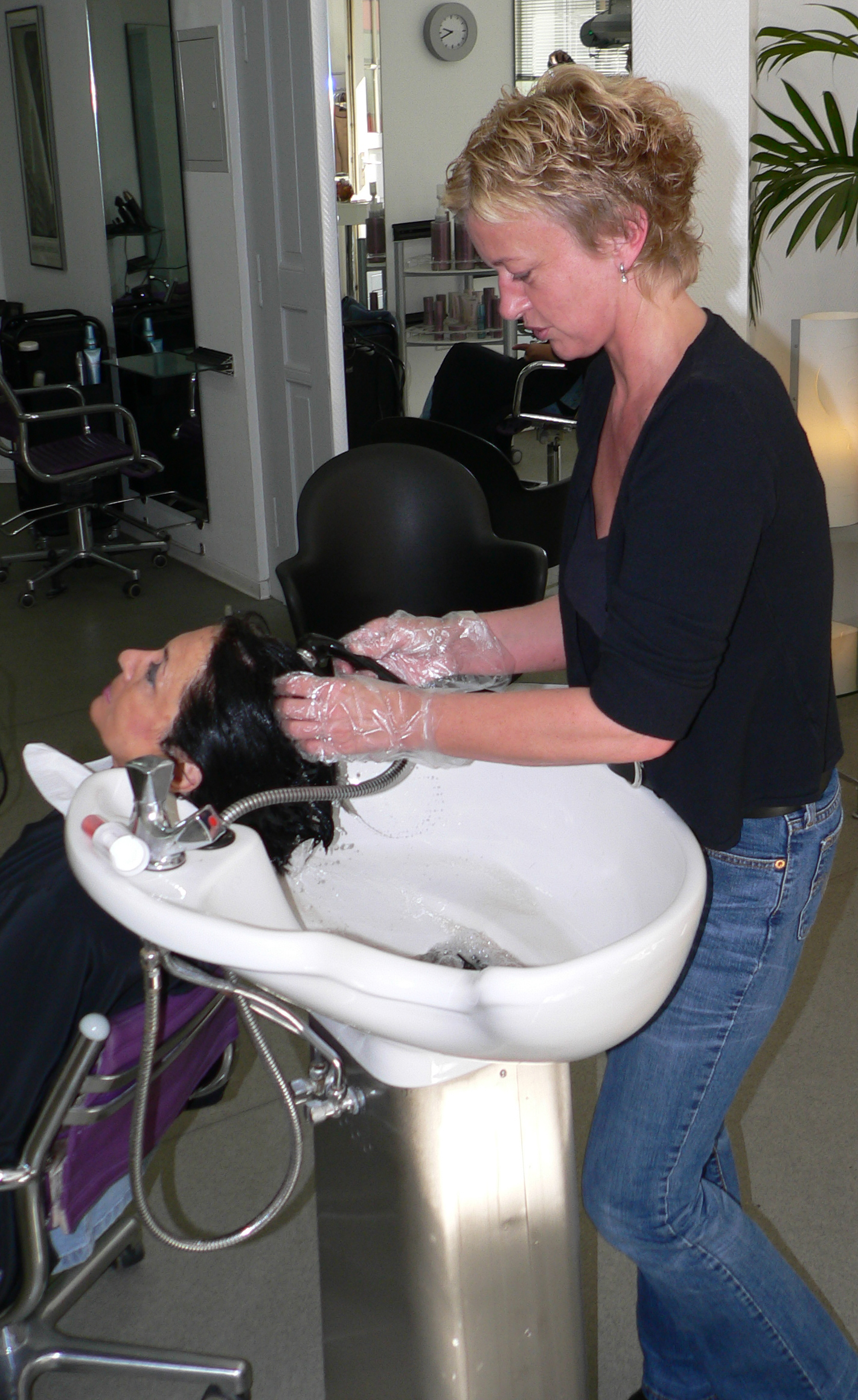
Friseurin beim Haarewaschen

Ein Friseur (auch Frisör), in der Schweiz Coiffeur, ist eine Fachkraft für die Pflege des Kopfhaares und die Gestaltung der Frisur. Ein Friseur mit besonderem künstlerischen Anspruch wird auch Hairstylist genannt.
In den DACH-Ländern ist der Beruf eine klassische Frauendomäne. 2010 lag der Frauenanteil bei Ausbildung und Berufsausübung dort bei 82 Prozent. In Deutschland stieg der Männeranteil bei neuen Friseur-Ausbildungsverträgen bis 2023 auf 34 Prozent an.

## Bezeichnungen

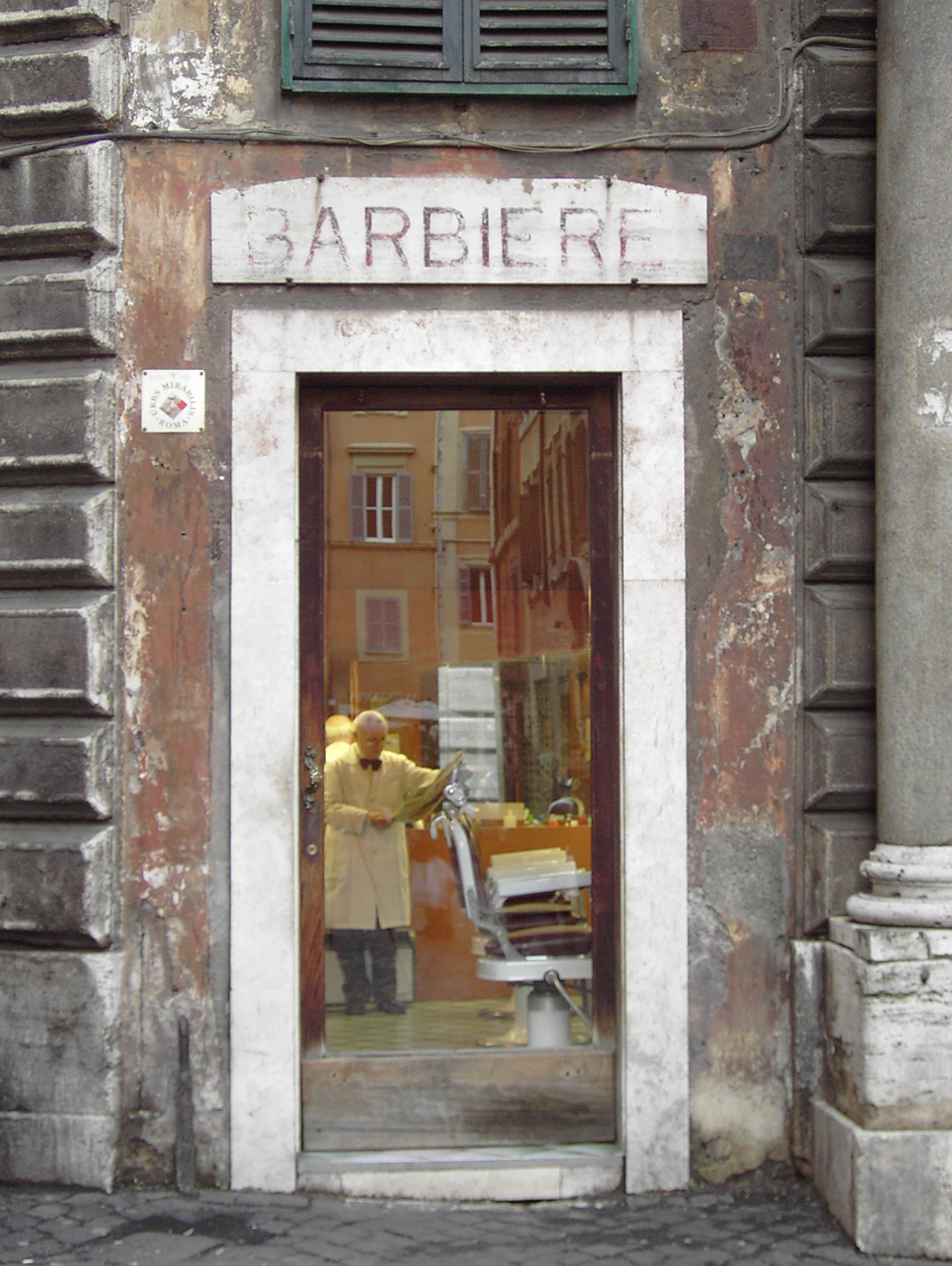
Barbier in Rom (2006)

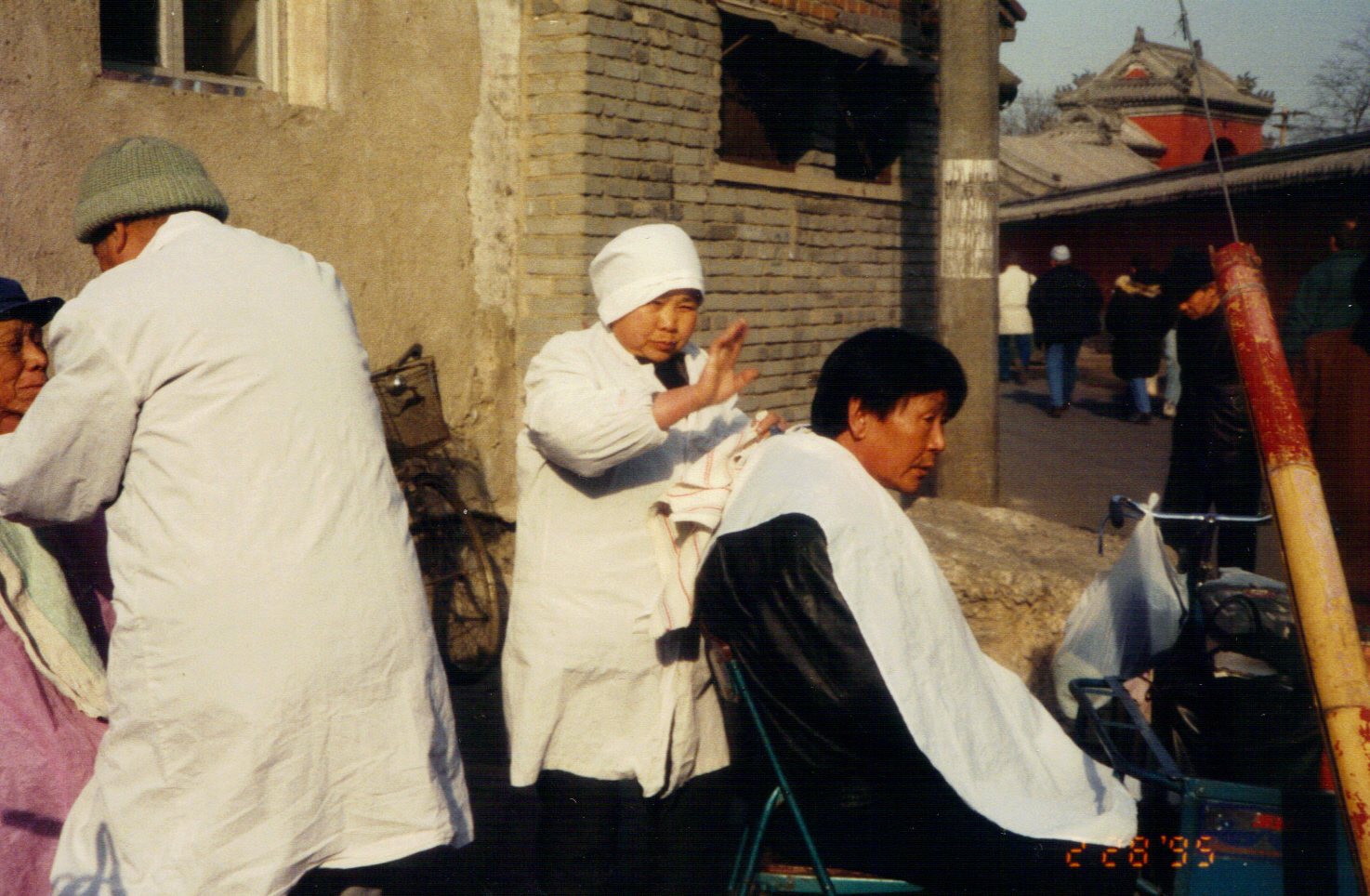
Freiluftbarbier in Peking (1995)

Das Wort Friseur leitet sich aus dem Französischen ab, wo das Verb friser so viel wie „kräuseln“ oder „zwirbeln“ bedeutet. Im Deutschen ist der Begriff seit Ende des 17. Jahrhunderts geläufig. Der Begriff war im Französischen nie sehr gebräuchlich und ist mittlerweile ausgestorben; dort heißt der Beruf wie auch in der Deutschschweiz Coiffeur (aus franz. coiffer „frisieren“).
Die offizielle weibliche Form der Berufsbezeichnung ist in Deutschland Friseurin, in der Schweiz Coiffeuse. Ursprünglich lautete die Bezeichnung in Deutschland Friseuse. Die Duden-Onlineausgabe weist darauf hin, dass die Bezeichnung Friseuse nur noch in der Umgangssprache gebraucht wird und als abwertend gilt; die offizielle Berufsbezeichnung lautet Friseurin. Heutzutage wird in Deutschland auch der Begriff [Hair]-Stylistin verwendet. Ältere deutsche Bezeichnungen waren Frisierer, Haar(e)schneider oder Haarkräusler. Ein Barbier ist gewöhnlich ein Herrenfriseur.
Nach zwei klassischen Komödien wird die Bezeichnung Figaro gelegentlich als Synonym für einen Friseur verwendet. Beide Komödien – Der Barbier von Sevilla und Der tolle Tag oder Figaros Hochzeit wurden Gegenstand berühmter Opern: Der Barbier von Sevilla von Gioacchino Rossini und Le nozze di Figaro (Die Hochzeit des Figaro) von Wolfgang Amadeus Mozart.
Die Friseursalons in Deutschland trugen lange Zeit überwiegend lediglich den Namen des Betreibers. Etwa um die Jahrtausendwende wurden, besonders in Großstädten, Salonnamen mit Wortspielen Mode, zum Beispiel „Vier Haareszeiten“. Einige Friseursalons unterscheiden – abhängig von der Berufserfahrung – unterschiedliche Leistungsstufen, die sich für die Kunden auch in einer entsprechend höheren Vergütung niederschlagen.

## Aufgaben und Dienstleistungen
Üblicherweise arbeiten Friseure in Friseursalons, in der Schweiz Coiffeursalon oder Coiffure genannt, oder besuchen ihre Kunden zu Hause. Daneben können sie z. B. auch beim Theater, für das Fernsehen oder im Mode- und Wellnessbereich beschäftigt sein. Zu ihren Tätigkeiten gehören das klassische Waschen, Schneiden (trocken und nass) und Föhnen sowie die Rasur. Darüber hinaus beraten sie ihre Kunden, geben ihnen Empfehlungen zur Haargestaltung und verkaufen meist auch Haarpflegeprodukte.
Weiterhin werden Wimpern und Augenbrauen gefärbt, sowie Haare gefärbt, getönt oder mit Strähnen (Folien-, Hauben-, Kamm- und Handschuhsträhnen) versehen sowie eingelegt mittels Lock- bzw. Wasserwellwicklern, mit Dauer- bzw. Kaltwellen oder Volumenwellen versehen. Zur Pflege werden oft Haarkuren angeboten.
Zu besonderen Anlässen fertigen sie Braut-, Gala- oder Hochsteckfrisuren und können häufig auch Haarverlängerungen und Haarverdichtungen durchführen. Über das klassische Geschäft hinaus gehört zum Tätigkeitsfeld die Typberatung, Augenbrauen zupfen bzw. färben und Wimpern-Waving sowie der Bereich der Kosmetik.

## Ausbildung

### Deutschland
Friseur ist ein zulassungspflichtiges Handwerk. Die Ausbildung zum Friseur dauert drei Jahre. Als Weiterbildungsmöglichkeit steht der Weg zum Friseurmeister offen.

### Österreich
In Österreich macht man eine dreijährige Lehre zum/r Friseur/in und Perückenmacher/in (Stylist/in). Die Meisterprüfung erfolgt zum Friseurmeister.
Das Berufsbild umfasst neben dem eigentlichen Friseursgewerbe auch Perückenmacherei, Haut- und Nagelpflege sowie dekorative Kosmetik (Schminken).

### Schweiz
Die Lehre zum Coiffeur EFZ bzw. Coiffeuse EFZ dauert in der Schweiz drei Jahre.
Als Weiterbildung steht der Weg zum Coiffeur mit eidgenössischem Fachausweis (Berufsprüfung) offen und danach zum Coiffeur mit eidgenössischem Diplom (Höhere Fachprüfung). Das eidgenössische Diplom entspricht in etwa dem Meisterbrief in Deutschland.

### USA
Um in den USA als Hairdresser zu arbeiten, ist eine staatliche Lizenz erforderlich. Die Anforderungen für diese Lizenz variieren von Bundesstaat zu Bundesstaat.
Die Ausbildung zum Hairdresser oder Barber erfolgt im Rahmen eines staatlich anerkannten Kosmetologieprogramms an einer staatlich zugelassenen Friseur- oder Kosmetikschule. In den meisten Staaten dauert die Ausbildung etwa 9 bis 18 Monate. Die Schulen können private Friseurschulen sein oder staatliche Community Colleges. Die Studiengebühren betragen 6.000 bis 14.000 US-Dollar. Wenige Community Colleges bieten auch den akademischen Grad „Associate in Applied Science in Cosmetology“ an, dieser beinhaltet zusätzlich zur Lizenz zusätzliches Wirtschaftstraining und dauert mindestens vier Jahre.

## Schutz des Kunden

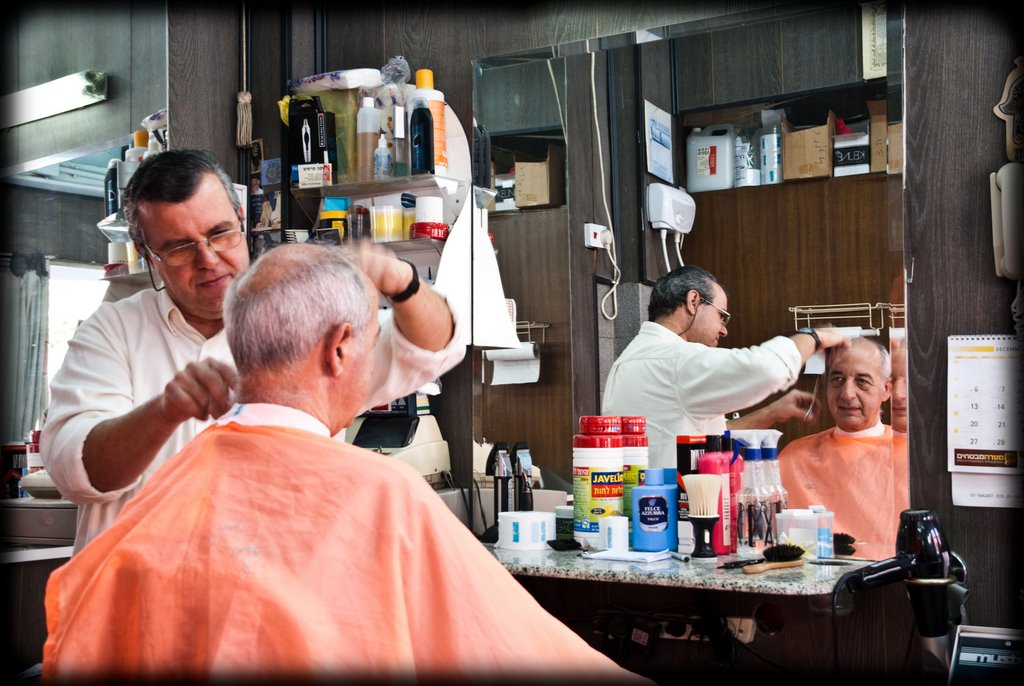
Friseursalon

Zum Schutz gegen eine Verunreinigung der Kleidung durch Haare, Shampoos und Farben wird den Kunden in der Regel ein Umhang umgelegt. Unter den Kragen dieses Umhangs werden meist Papiertücher oder eine dehnbare Halskrause geklemmt, zum einen aus hygienischen Gründen und zum anderen, um ein Reiben am Hals zu verhindern.

## Situation in Deutschland

### Kundenschutz
In Deutschland sind Friseure verpflichtet, sich an das dortige Infektionsschutzgesetz (IfSG – Gesetz zur Verhütung und Bekämpfung von Infektionskrankheiten beim Menschen) und die darauf basierende Hygieneverordnung des jeweiligen Bundeslandes zu halten. Es sind die anerkannten Regeln der Hygiene zu beachten. Dazu gehört zum Beispiel das regelmäßige Reinigen bzw. Desinfizieren der Arbeitsmittel; insbesondere, wenn es zu einer unbeabsichtigten Verletzung des Kunden und dadurch zur Verunreinigung mit Blut oder anderen Sekreten gekommen ist, und der Einsatz frisch gereinigter Umhänge und Handtücher. Ebenso ergibt sich daraus, dass Personen, die mit Kopfläusen befallen sind, nicht bedient werden dürfen.

### Schutz der Arbeitnehmer
Für die gewerkschaftliche Wahrnehmung arbeitnehmerrechtlicher Belange im Friseurgewerbe ist im Rahmen des DGB die Gewerkschaft ver.di zuständig. Die gesetzlich vorgeschriebene Unfallversicherung ist wie bei den Ärzten und Pflegeberufen die Berufsgenossenschaft für Gesundheitsdienst und Wohlfahrtspflege (Hauptsitz Hamburg).
Der Montag ist traditionell Ruhetag der Friseure und nach wie vor verbreitet. Viele Friseure öffnen zwar auch samstags, haben durch die Lage des Ruhetags aber dennoch zwei zusammenhängende freie Tage. Heutzutage sind viele, jedoch nicht alle Salons an allen sechs Werktagen der Woche geöffnet. Hat ein Salon an allen Werktagen der Woche (Montag bis Samstag) geöffnet und arbeiten Beschäftigte lediglich an fünf Werktagen in der Woche, dann darf der Arbeitgeber die Arbeitstage im Rahmen seiner Weisungsbefugnis regeln.

### Friseurmuseen
Es gibt in Deutschland mehrere Friseurmuseen
- Herr Zopf’s Friseurmuseum[12] in Neu-Ulm
- Magdeburger Friseurmuseum[13]
- Schnuteputzer’s Friseurmuseum in Altlußheim.[14][15]

### Tariflohn
- Bis zur Einführung des gesetzlichen Mindestlohns lag der Tariflohn 2007 zum Beispiel in Sachsen zwischen 4 und 6 Euro pro Stunde, was einen monatlichen Bruttolohn von etwa 600 bis 900 Euro ergab.[16] In anderen Bundesländern lag er 2011 deutlich höher, etwa in Hessen oder Nordrhein-Westfalen je nach Qualifikation bei 8 bis 13 Euro (1300 bis 2100 Euro Monatsbruttolohn).[17] Der Mindestlohn für Friseure wurde abweichend erst ab dem 1. August 2015 eingeführt, zuvor waren für Friseure seit Inkrafttreten des Gesetzes am 1. Januar des Jahres statt 8,50 Euro abweichend 7,50 (Ost) und 8 Euro (West) verbindlich.[18]

## Bekannte Friseure
- Der Franzose Marcel Grateau entwickelte 1872 die Ondulation (deutsch: Welligkeit, Woge), die bis in die 1960er-Jahre angewandt wurde.
- Der Hoffriseur Kaiser Wilhelms II., François Haby, propagierte eine in ganz Deutschland erfolgreiche Schnurrbartmode.
- Karl Ludwig Nessler (1872–1951), deutscher Friseur, erfand 1906 die Dauerwelle.
- Klaus Peter Ochs (1948–2023), bekannter deutscher Friseurmeister und Präsident der Intercoiffure Mondial[19][20]
- Vidal Sassoon (1928–2012), britischer Friseur, revolutionierte in den 1960er Jahren die Schneidetechniken.
- Udo Walz (1944–2020), bekannter deutscher Friseur
- Wolfgang Lippert (1957–2016), deutscher Star-Friseur[21]

## Schutzpatronin
Als Schutzpatronin der Friseure gilt die Heilige und Jüngerin Jesu Maria Magdalena. Weitere Schutzpatrone sind die Heiligen Cosmas und Damian, dies wohl aufgrund ihres Arztberufs und dessen historischer Nähe zum Baderhandwerk, aus dem wiederum das Friseurgewerbe hervorging; sowie die Heilige Katharina von Alexandrien und Pater Pio.

## Filme
In verschiedenen Filmen spielen Friseure eine tragende Rolle. 
- Shampoo, amerikanische Filmkomödie, 1975
- Der Mann der Friseuse (Le Mari de la coiffeuse), Frankreich, 1990
- Die Friseuse, deutsche Filmkomödie, 2010